# Igrzyska Frankofońskie 2013
VII Igrzyska Frankofońskie – multidyscyplinarne zawody sportowe, które odbywały się między 6 września i 15 września 2013 w Nicei. Główną areną igrzysk był Grand Stade de Nice. Pojawiło się 2749 zawodników. Zmagania szacunkowo oglądało łącznie dziesiątki tysięcy widzów na wszystkich arenach i scenach oraz dziesiątki milionów przed telewizorami.

## Reprezentacje uczestniczące
- Andora
- Armenia
- Austria
- Benin
- Bułgaria
- Burkina Faso
- Burundi
- Kambodża
- Kamerun
- Kanada
- Republika Zielonego Przylądka
- Republika Środkowoafrykańska
- Czad
- Komory
- Kongo
- Wybrzeże Kości Słoniowej
- Cypr
- Dżibuti
- Demokratyczna Republika Konga
- Egipt
- Estonia
- Gwinea Równikowa
- Francja
- Gabon
- Gwinea
- Gwinea Bissau
- Haiti
- Japonia
- Liban
- Luksemburg
- Macedonia
- Madagaskar
- Mali
- Mauretania
- Mauritius
- Monako
- Czarnogóra
- Maroko
- Nowy Brunszwik
- Niger
- Polska
- Katar

- Quebec
- Rumunia
- Rwanda
- Saint Lucia
- Senegal
- Seszele
- Słowacja
- Szwajcaria
- Togo
- Tunezja
- Urugwaj
- Vanuatu
- Wietnam
- Walonia

## Dyscypliny
Podczas VII Igrzysk rozgrywano następujące zawody:

### w 9 dyscyplinach sportowych
- Zapasy w stylu afrykańskim (Rezultaty)
- Lekkoatletyka (Rezultaty)
- Lekkoatletyka niepełnosprawnych (Rezultaty)
- Koszykówka (Rezultaty)
- Kolarstwo (Rezultaty)
- Boks (Rezultaty)
- Piłka nożna (Rezultaty)
- Judo (Rezultaty)
- Tenis stołowy (Rezultaty)
- Zapasy (Rezultaty)

### w 12 dyscyplinach artystycznych
- malarstwo
- rzeźbiarstwo
- sztuka recytatorska
- taniec hip-hopowy
- piosenka
- fotografia
- żonglerka
- teatr lalek
- poezja
- twórczość proekologiczna
- twórczość informatyczna
- taniec ludowy

## Klasyfikacja medalowa
Klucz:
     Gospodarz igrzysk został oznaczony kolorem fioletowym.
| Poz.    | Państwo                  |     |     |     | Łącznie |
| ------- | ------------------------ | --- | --- | --- | ------- |
| 1       | Francja                  | 23  | 23  | 12  | 58      |
| 2       | Kanada                   | 15  | 14  | 15  | 44      |
| 3       | Polska                   | 10  | 4   | 13  | 27      |
| 4       | Rumunia                  | 9   | 10  | 4   | 23      |
| 5       | Maroko                   | 7   | 10  | 6   | 23      |
| 6       | Senegal                  | 6   | 5   | 8   | 19      |
| 7       | Walonia                  | 5   | 5   | 6   | 16      |
| 8       | Czad                     | 4   | 2   | 4   | 10      |
| 9       | Wybrzeże Kości Słoniowej | 4   | 0   | 2   | 6       |
| 10      | Kamerun                  | 3   | 7   | 7   | 17      |
| 11      | Liban                    | 3   | 1   | 0   | 4       |
| 12      | Armenia                  | 3   | 0   | 3   | 6       |
| 13      | Szwajcaria               | 2   | 2   | 3   | 7       |
| 14      | Kongo                    | 2   | 1   | 1   | 4       |
| 15      | Quebec                   | 1   | 5   | 6   | 12      |
| 16      | Tunezja                  | 1   | 3   | 6   | 10      |
| 17      | Katar                    | 1   | 1   | 6   | 8       |
| 18      | Burundi                  | 1   | 1   | 0   | 2       |
| 18      | Seszele                  | 1   | 1   | 0   | 2       |
| 20      | Dżibuti                  | 1   | 0   | 1   | 2       |
| 20      | Haiti                    | 1   | 0   | 1   | 2       |
| 22      | Niger                    | 0   | 5   | 4   | 9       |
| 23      | Nowy Brunszwik           | 0   | 1   | 5   | 6       |
| 24      | Burkina Faso             | 0   | 1   | 2   | 3       |
| 25      | Benin                    | 0   | 1   | 1   | 2       |
| 25      | Czarnogóra               | 0   | 1   | 1   | 2       |
| 27      | Słowacja                 | 0   | 1   | 0   | 1       |
| 28      | Mauritius                | 0   | 0   | 4   | 4       |
| 29      | Kambodża                 | 0   | 0   | 2   | 2       |
| 29      | Rwanda                   | 0   | 0   | 2   | 2       |
| 31      | Gabon                    | 0   | 0   | 1   | 1       |
| 31      | Luksemburg               | 0   | 0   | 1   | 1       |
| 31      | Urugwaj                  | 0   | 0   | 1   | 1       |
| Łącznie | Łącznie                  | 103 | 105 | 128 | 336     |